# Хейс (окръг, Тексас)
Окръг Хейс (на английски: Hays County) е окръг в щата Тексас, Съединени американски щати. Площта му е 1761 km², а населението - 149 476 души (2008). Административен център е град Сан Маркос.